# Józef Gołuchowski (1797–1858)
Józef Wojciech Gołuchowski (ur. 1797 w Łączkach Kucharskich, zm. 22 listopada 1858 w Garbaczu) – filozof mesjanistyczny uważany za prekursora romantyzmu w Polsce. Profesor Cesarskiego Uniwersytetu Wileńskiego w latach 1821–1824, członek korespondent Towarzystwa Królewskiego Przyjaciół Nauk w Warszawie w 1829 roku. W 1821 został uhonorowany godnością Doktora honoris causa Uniwersytetu Jagiellońskiego.
Usunięty z katedry Uniwersytetu przez władze rosyjskie, prowadził życie ziemianina z krótkim epizodem w czasie powstania listopadowego i kontaktami z filozofami niemieckimi.
Jego poglądy filozoficzne kształtowały się pod wpływem Friedricha Schellinga i stanowiły ich rozwinięcie. Jego prace i mowy odcisnęły silny wpływ na poglądy jemu współczesnych, m.in. Tomasza Zana, Joachima Lelewela i Adama Mickiewicza.

## Życiorys

### Dzieciństwo i okres wiedeński
Józef Gołuchowski pochodził z niezamożnej rodziny szlacheckiej gospodarującej od wieków w sandomierskiem i krakowskiem. Był synem Jana Nepomucena Gołuchowskiego oraz Emilii z Radziwiłowskich Gołuchowskiej. W 1808 r. stracił ojca. Rok później rozpoczął naukę w Terezjańskiej Akademii Wojskowej (Theresianum) w Wiedniu, gdzie po ukończeniu gimnazjum studiował matematykę.
W 1816 r. wydał rozprawę Ansicht des Einflusses der Mathematik auf die Bildung des Menschen, a w następnym przedmowę do Skizzen einer Reise nach Konstantinopol barona Stürmera, dołączając własne trygonometryczne obliczenie odległości Konstantynopola od Wiednia. Publikował też artykuły w wiedeńskim czasopiśmie „Der Wanderer”.

### Edukacja w Warszawie i początki kariery akademickiej
W połowie 1817 r. przybył do Warszawy i – choć nie miał żadnego stopnia uniwersyteckiego – podjął starania o katedrę „matematyki pośredniej” na tworzącym się uniwersytecie, której jednak nie otrzymał. Jesienią tego roku zapisał się jako słuchacz na Wydział Prawa i Administracji Uniwersytetu Warszawskiego. W następnym roku starał się, znów bez powodzenia, o stanowisko docenta prywatnego filozofii.
W 1820 r. otrzymał stopień magistra obojga praw i administracji, przedstawiając dwie prace: jedną z prawa rzymskiego (po łacinie), drugą (po polsku) dotyczącą genezy „nauki finansowej” (Naukę finansową czy utworzyły dawne wieki, czy też czasy teraźniejsze?). Przez pewien czas wygłaszał bezpłatne prelekcje z filozofii, a w roku akademickim 1820/1821 prowadził jako lektor (bezpłatnie i poza planem) wykłady z prawa natury; uczył także w Liceum Warszawskim matematyki i greki.
W 1820 r. napisał (po łacinie) trzy prace na konkurs ogłoszony przez Radę Uniwersytetu, otrzymując w dziedzinie prawa pierwszą, zaś z teologii – drugą nagrodę za pracę o różnicy między chrześcijańskim a filozoficznym pojęciem cnoty.

### Profesura w Wilnie

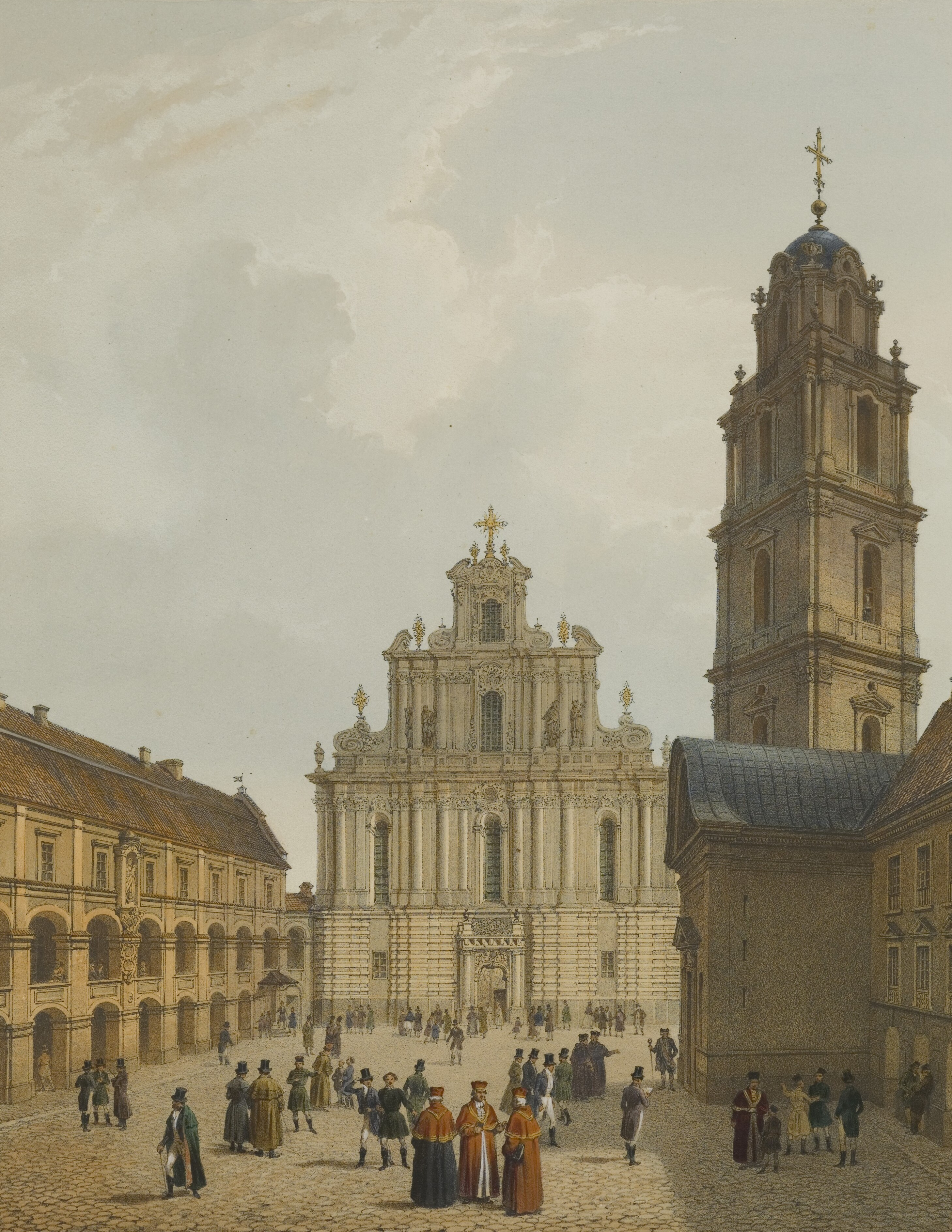
Uniwersytet Wileński

Na początku 1821 r. zgłosił swą kandydaturę na profesora Logiki, Metafizyki i Filozofii moralnej Uniwersytetu Wileńskiego, posyłając rozprawę konkursową, do której dołączył Plan dawania Filozofii, wykaz bibliografii (Celniejsi pisarze Filozofii, z których tę naukę pożytecznie czerpać można) oraz wspomnianą pracę w języku niemieckim, „wprawdzie nie bezpośrednio się filozofii tyczącą, lecz zupełnie ze stanowiska filozoficznego napisaną”. 1 czerwca 1821 r. Rada Uniwersytetu, prawdopodobnie pod wpływem pozytywnej opinii Jana Śniadeckiego, wybrała go na „profesora extraordynaryjnego”, z pensją i obowiązkami „profesora ordynaryjnego”, polecając mu objąć je od 1 września tego roku.
Zwróciła się też do księcia Aleksandra Mikołajewicza Golicyna, carskiego ministra oświaty, o formalne zatwierdzenie tej nominacji. Dopiero po upływie półtora roku, 30 grudnia 1822 r., dzięki interwencji księcia Adama Jerzego Czartoryskiego, kuratora Wileńskiego Okręgu Naukowego, władze rosyjskie ostatecznie wyraziły zgodę.

### Pobyt w Niemczech
Po wysłaniu rozprawy Gołuchowski nie czekał jednak na rozstrzygnięcie konkursu i uzyskawszy zwolnienie z Uniwersytetu, udał się (na koszt własny) w „uczoną podróż do Francji i Niemiec” w celu „wydoskonalenia się w zawodzie filozoficznym i prawnym”. Do wyjazdu doszło prawdopodobnie z inspiracji J.K. Szaniawskiego, który zaprotegował młodego Polaka m.in. F. Schellingowi. Pod wpływem tego filozofa Gołuchowski napisał pracę Die Philosophie in ihrem Verhältnisse zum Leben ganzer Völker und einzelner Menschen (Filozofia w stosunku do życia całych narodów i oddzielnych ludzi), opublikowaną w 1822 r. w Erlangen. Uważana jest ona za „manifest romantyzmu” w filozofii polskiej, a rok jej publikacji zbiega się z datą pierwszego wydania Ballad i romansów Adama Mickiewicza.
W 1821 r. Uniwersytet w Heidelbergu nadał Gołuchowskiemu stopień doktora filozofii na podstawie napisanej po łacinie pracy o platońskiej koncepcji państwa. Prawdopodobnie wzięto też pod uwagę napisaną jeszcze w Wiedniu w języku niemieckim jego rozprawkę o filozofii moralnej. Stopień doktora nadał mu też (bez przeprowadzania egzaminu) Wydział Literatury Uniwersytetu Jagiellońskiego, ale dyplomu, z powodu nieobecności, Gołuchowski nie odebrał.

### Powrót do kraju
W sierpniu 1822 r. Gołuchowski wrócił do kraju, mając nadzieję na objęcie katedry od nowego roku akademickiego. W marcu roku następnego otrzymał list od Schellinga, który zachęcał go do ponownego przyjazdu do Niemiec, pisząc: Pańskie pismo (Filozofia w stosunku do życia) tak powszechny znalazło poklask, że na literackim powodzeniu zbywać Panu nie może.
Władze carskie wiedziały o pobycie Gołuchowskiego w Niemczech i opublikowanej tam przez niego rozprawie. Mogło to mieć wpływ na przewlekanie sprawy jego profesury. 3 października 1822 r. Czartoryski ponownie napisał do Golicyna, prosząc o zatwierdzenie nominacji. Uznając konieczność wyzbycia się przez młodego filozofa „śladów niemieckości”, sugerował on wysłanie go, już po zatwierdzeniu, na kilka miesięcy do Szkocji, „by zapoznał się lepiej ze szkołą szkocką, która obecnie cieszy się opinią najodpowiedniejszej”.
4 kwietnia 1823 r. Gołuchowski zapisał w swym Dzienniku: Odebrałem dziś na koniec od Uniw. Wileńskiego urzędowe doniesienie o mojej nominacyi na profesora filozofii. W tej sytuacji postanowił nie skorzystać z propozycji Schellinga i 9 maja udał się do Wilna, odwiedzając po drodze Puławy (siedziba Czartoryskich). 27 października, z pewnym opóźnieniem spowodowanym chorobą, przedstawił wykład inauguracyjny O zadaniu filozofii.
Wykłady młodego profesora cieszyły się olbrzymią popularnością i przyciągały szerokie rzesze wileńskiej inteligencji; uczęszczały na nie także miejscowe damy, m.in. księżna Czetwertyńska. Gołuchowski zyskał sobie opinię doskonałego mówcy. Jak napisze po latach Adolf Hennel, który przeprowadził rozmowy z ówczesnymi studentami: żaden z profesorów większego uroku i wpływu od J. Gołuchowskiego nie wywierał.
Aura uznania otaczająca nowego profesora wzbudziła podejrzenia władz rosyjskich. Zażądały one, by wykłady z filozofii odbywały się jedynie dla studentów; podjęły także działania mające na celu kontrolowanie i cenzurowanie ich treści, a 29 stycznia 1824 r. wymogły ich zawieszenie, co było efektem ogólnej atmosfery fermentu politycznego panującego w ówczesnym Wilnie.
3 maja 1823 r. kilku uczniów klasy V tamtejszego liceum napisało na tablicy Niech żyje Konstytucja 3 maja!, a potem napis ten pojawił się także na murach klasztoru dominikanów z dopiskiem: śmierć despotom: daj Boże, by to się sprawdziło. Wydarzenia te rozpoczęły długi proces represji młodzieży wileńskiej, obejmujący liczne przesłuchania i zakończony wieloma wyrokami skazującymi na katorgę i zsyłki w głąb Rosji. Nawet rektor Twardowski przesiedział kilka tygodni w więzieniu.
Senator Nikołaj Nowosilcow, przebywający wówczas w Wilnie w związku z toczącymi się tam procesami, sporządził dla Wielkiego Księcia Konstantego Pawłowicza krytyczny raport o wileńskim filozofie i polecił nakazanie Gołuchowskiemu opracowanie nowego programu. Wprowadzone modyfikacje nie usunęły jednak podejrzeń senatora, który 9 sierpnia 1824 r. zalecił usunięcie Gołuchowskiego z katedry. Pięć dni później ukaz carski nakazał Gołuchowskiemu opuszczenie Litwy. Wraz z nim wydaleni zostali także Joachim Lelewel, Ignacy Daniłowicz oraz Michał Bobrowski.
Być może tym, co ostatecznie przesądziło sprawę w wypadku Gołuchowskiego, była jego Die Philosophie in ihrem Verhältnisse zum Leben. Książka ta dostała się w ręce Nowosilcowa, który ją uważnie przeczytał i znalazł to, czego potrzebował. Szczególną jego uwagę zwróciło twierdzenie autora, że – jak to ujął senator – oprócz powszechnej i dawno znanej jest jakaś filozofia narodowa, bez której naród nie może podejmować żadnych samodzielnych przedsięwzięć, jak tego dowiodły wojny napoleońskie. Nowosilcow napisał, że u młodego polskiego profesora
kryje się pod firmą filozofii dążność patryotyczna, chęć utworzenia filozofii narodowej, tem też tylko można sobie wyjaśnić niezwykły zapał słuchaczy do nauki suchej, pozbawionej uroku, jak poezya lub fizyka doświadczalna.
Biograf filozofa, S. Harassek podaje inne wyjaśnienie:
Główną przyczyną dymisji Gołuchowskiego nie były ani oskarżenia Śniadeckiego, ani treść wykładów, względnie programów, ani nawet książka z 1822 r. Właściwego powodu należy szukać przede wszystkim w rusyfikacyjnej polityce rosyjskiej. Usuwanie profesorów polskich z Uniwersytetu Wileńskiego było jednym ze środków tej polityki, która, chwytając się z łatwością różnych pretekstów, dążyła konsekwentnie do osiągnięcia swoich celów. Gołuchowski padł jako ofiara przemocy politycznej, jako ofiara celowej polityki rządu rosyjskiego, na usługach którego stała służalcza rzesza ślepo posłusznych urzędników carskich.
Jeszcze dalej poszedł Maurycy Mochnacki, który w Powstaniu narodu polskiego (Paryż 1834) przedstawiał Gołuchowskiego i Lelewela jako ideologów „dążności moralnej i patriotycznej promienistych”, jako dostarczycieli teorii dla praktycznych działań Tomasza Zana i jego towarzyszy.

### Ziemianin
Wydalenie z Wilna zakończyło karierę akademicką Gołuchowskiego. Powrócił on do Warszawy, skąd 3 lipca 1825 r. napisał po francusku (nie znał rosyjskiego) list do Nowosilcowa, będącego wówczas także kuratorem Wileńskiego Okręgu Szkolnego, „w sprawie krzywdy z powodu usunięcia go z katedry”. Prosił w nim, by jako rekompensata za zrujnowanie jego kariery – zostało mu przyznane przynajmniej roczne uposażenie, a także tytuł honorowego członka Uniwersytetu Wileńskiego, co zabezpieczyłoby go przed niekorzystną dlań opinią podburzania młodzieży i wywoływania nieporządków na uniwersytecie, do czego się nie poczuwał. Odpowiedzi nie było.
Kilka lat później załamany na duchu Gołuchowski opuścił stolicę, by zająć się gospodarstwem rolnym. Ożenił się z wdową po swym młodszym bracie Leopoldzie Magdaleną Gołuchowską i ok. 1826 r. osiadł w Garbaczu (powiat opatowski), gdzie młoda para zakupiła zadłużony i zaniedbany majątek. Gołuchowski zarządzał nim z powodzeniem i doprowadził do jego uprzemysłowienia. Był uważany za wzorowego gospodarza, więc niejednokrotnie gościł w swych dobrach praktykantów z Instytutu Agronomicznego w Marymoncie. Po śmierci filozofa majątek w Garbaczu przeszedł drogą spadku w posiadanie rodziny Jagnińskich, którzy byli jego właścicielami do roku 1945. We wczesnych latach powojennych dwór spłonął w wyniku zaprószenia ognia.
Podczas powstania listopadowego Gołuchowski powołany został na stanowisko radcy Komisji Oświecenia. Po upadku powstania wrócił na wieś i do końca życia zajmował się gospodarstwem. Trzykrotnie (1839, 1845–46 i 1851 r.) podróżował do Europy. Podczas drugiej z tych podróży spotkał się z Schellingiem i innymi filozofami niemieckimi, ale do działalności akademickiej już nie powrócił, mimo propozycji objęcia katedry filozofii we Wrocławiu.
W drugiej połowie lat 40. XIX w. pod wpływem ówczesnych wydarzeń rewolucyjnych, zainteresował się problematyką społeczną, a zwłaszcza kwestią chłopską. Opublikował wtedy O chłopach, a także anonimowo: Kwestia włościańska w Polsce oraz Rozbiór kwestii włościańskiej w Polsce i w Rosji w r. 1850. Członek-korespondent Galicyjskiego Towarzystwa Gospodarskiego (1852-1853). 
Zmarł w Garbaczu 22 listopada 1858 r. o godz. 8.00 rano, co osobiście potwierdzili ówczesny wójt gminy i rządca dóbr Garbacz Antoni Podczaski oraz włościanin i gospodarz z Garbacza Franciszek Lipiec. Zapis tego wydarzenia sporządzony przez księdza K. Rogozińskiego znajduje się w księgach parafialnych kościoła w Mominie. Pochowany został w kościele parafialnym w Mominie, gdzie znajduje się również tablica pamiątkowa ufundowana przez Xawerego Jagnińskiego – bratanka Gołuchowskiego.
Trzy lata po śmierci myśliciela Eleonora Ziemięcka wydała w Wilnie jego Dumania nad najwyższymi zagadnieniami człowieka poprzedzone historycznym rozwinięciem głównych systematów filozoficznych od Kanta do najnowszych czasów, nad którymi Gołuchowski pracował prawdopodobnie już od 1825 r. Zdaniem Jerzego Szackiego, nie jest to dzieło w pełni oryginalne, gdyż w znacznej mierze stanowi adaptację popularnego wówczas podręcznika H. M. Chalybäusa Historische Entwickelung der spekulativen Philosophie von Kant bis Hegel.

## Twórczość i filozofia
Poglądy filozoficzne kształtował pod wpływem Friedricha Schellinga. Próbował udowodnić istnienie Boga osobowego oraz nieśmiertelność duszy. Głosił koncepcję państwa-narodu jako tworu boskiego o swoistym „duchu narodowym”, realizującego ideał zhierarchizowanego społeczeństwa. Zwalczał materialistyczną filozofię XVIII wieku ze stanowiska irracjonalizmu. W teorii poznania głosił prymat uczucia i intuicji nad rozumem.
Filozofia Gołuchowskiego oznaczała odejście od empiryzmu i utylitaryzmu epoki Oświecenia, głosząc idee typowe dla Romantyzmu; potęgę uczucia, intuicji, wzniosłości, wielkości ducha, konieczność walki i poświęceń dla szczytnych celów itp. Powstała ona w tym samym czasie, co Romantyczność i Oda do młodości, będąc przejawem myśli i uczuć pierwszego pokolenia Polaków, które wychowało się po rozbiorach. Znaczenie tej filozofii dla dalszego rozwoju myśli i kultury polskiej nie było jednak takie, na jakie zasługiwała. Jej wpływ został zahamowany usunięciem Gołuchowskiego z katedry i jego wycofaniem się w świat rzeczy przyziemnych, które jego filozofia traktuje z charakterystyczną dla niej wyniosłością.
Jego największe dzieła to: Filozofie i życie (1822, wydanie polskie 1903), Dumanie nad najwyższymi zagadnieniami człowieka (1861). Ważną częścią jego dorobku są także mowy wygłaszane przy różnych okazjach, które były dla jego współczesnych rodzajem „manifestu ideologicznego”, mającego znaczący wpływ na ich dalsze życie.

### Filozofia w stosunku do życia całych narodów i oddzielnych ludzi
Najbardziej znane dzieło Gołuchowskiego napisane pod wpływem kontaktów z Schellingiem zostało wydane pod tytułem Die Philosophie in ihrem Verhältnisse zum Leben ganzer Völker und einzelner Menschen w Erlangen w 1822 r.
Gołuchowski kierował tę pracę do jak najszerszego grona, wymagając jedynie dobrej woli i „zapuszczenia w głąb własną”; chciał trafić nie tyle do rozumu, co do serca i wyobraźni czytelnika. Zgodnie z duchem myśli Schellinga (któremu praca była zadedykowana), traktował filozofię jako wiedzę docierającą do Absolutu przejawiającego się we wszechświecie i życiu ludzkim, najpełniej zaś w naukach, religii i sztuce. Tak rozumiana filozofia – zdaniem autora – wprowadza jedność do poznania ludzkiego, dając całościowy ogląd przenikającego wszystko boskiego Absolutu; jest raczej działaniem niż pojęciowym rozumowaniem, ma charakter intuicyjny i ezoteryczny.
W aspekcie społecznym stanowi duszę państwa, tak jak rozum jest duszą natury. Bez filozofii nie ma życia idei, a bez życia idei nie ma życia narodu i wielkości państwa. Prawdziwa filozofia rodzi mężów wielkich duchem, czyli geniuszy. Prawdziwy filozof, to bezinteresowny kapłan prawdy; jego przeznaczeniem jest stać się „czystą świadomością swego narodu”, pobudzać jego energię duchową i wyzwalać drzemiące w nim siły. Między prawdziwą filozofią a prawdziwą religią panuje idealna harmonia, gdyż ta pierwsza upatruje w Bogu „praźródło wszelkiego bytu”. Filozofia, oparta na wewnętrznym oglądzie, przyczynić się może do wzbudzenia w ludziach miłości, która jest w stanie zapobiec zatomizowaniu życia społecznego, uczynić z niego jednolity organizm, wyrwać jednostki z przyziemnego materializmu i egoizmu.
Tradycyjna filozofia racjonalistyczna nie zdoła wyrwać człowieka z jego ograniczoności, bowiem „obchodzi ona życie w kółko, ale nigdy się do jego środka nie dostaje”. Filozofii prawdziwej, oddziałującej na życie, nie można się nauczyć, „przesypać” z głowy do głowy, trzeba ją samemu z siebie wydobyć, samemu przeżyć, by wznieść się do wieczności i nieskończoności, do Absolutu.
Człowiek otrzymuje wówczas święte namaszczenie. [...] Wyjaśniają mu się wszystkie jego ziemskie sprawy; wszystkie jego cierpienia doznają ulgi w tym prazdroju, wszystkie jego szlachetne żądze znajdują tu zaspokojenie, a złe – śmierć.
Gołuchowski był apologetą walki dla idei prowadzonej przez gigantów ducha. 
Triumfem dusz wielkich jest zgon bohaterski. [...] Naród zaś zdolny do polotu tragicznego zginąć nie może; jego życie tli nawet pod popiołem.
Filozofia pełni także rolę terapeutyczną, gdyż pozwalając na ogląd całości, umożliwia mu „wyjrzeć w wieczność” i ujrzeć harmonię przeciwieństw. Nauczanie szkolne nie powinno ograniczać się do podawania „śmiertelnej powłoki” oddzielnych faktów, do abstrakcyjnych pojęć i ogólników. Jeżeli ma mieć ono wpływ na życie, winna przenikać je 
„pra-intuicja Wieczności, z której płynie wszelka rozkosz i miłość, wszech-energia działalności duchowej” .

### O zadaniu filozofii
O zadaniu filozofii był wykładem inauguracyjnym po objęciu przez Gołuchowskiego katedry Filozofii na Uniwersytecie Wileńskim, wygłoszonym w 1823 r. Wykład ten często uważa się za podstawową inspirację dla działań kręgu Tomasza Zana, do którego należał m.in. Joachim Lelewel i Adam Mickiewicz.
Apelował w nim do słuchaczy, by podjęli z nim wspólny trud studiowania filozofii:
Połączmy zatem nasze siły – mówił – ażebyśmy tę naukę, która dotąd prawie zagraniczną była tylko u nas rośliną, w naszym kraju rozkrzewili.
W dalszej części Gołuchowski wymienił główne zagadnienia filozofii, którymi według niego są: Bóg, nieśmiertelność duszy, cnota, przeznaczenie człowieka, świat.
Ideałem więc filozofii jest wyśledzić i wykazać system, jaki Twórca wszechmocny w całym uniwersum ukrył i do czego człowieka powołał.
Filozofia to dla Gołuchowskiego 
nauka centralna, w których się promienia wszystkich innych schodzą, do której wszystkie inne grawitują, jest ona podstawą i szczytem ich wszystkich.
W dalszej części swego wykładu Gołuchowski poddał ostrej krytyce filozofię Oświecenia, przyrównując ją do bandy, która:
ogniem i mieczem pustoszyła krainę ideów i wiary. [...] Nastały potem nieszczęśliwe czasy oddalenia się ludów od Boga – od monarchów, a w miejscu hymnów dał się słyszeć ryk ponury materializmu i dzikie krzyki rewolucjonistów. [...] to dowodzi zarazem jak nikczemne rozum ludzki w tej nauce wydaje płody, skoro tylko od religii odpadnie, jest to niezgrabna łatanina najpłytszych i najgnuśniejszych myśli, czcze marzenia powierzchownego mędrkowania, w której najmniejszego śladu wyższego, najmniejszego natchnienia nie widać. Możesz np. w filozofii być co niedołężniejszego, jak tak nazwany Dictionnaire Philosophique Voltaire’a? wszakże to tylko jest zmiatanie samych śmieci filozoficznych, łapanie tego wszystkiego, co tylko płytkiemu i złośliwemu człowiekowi na pierwszy rzut oka i samopas do głowy przyjdzie, bez najmniejszego ładu i składu. [...] Prawdziwa filozofia do Najwyższego prowadzi i która tego nie czyni, nie jest filozofią. Nie jest także filozofia czczą abstrakcją i próżną szperaniną, ale owszem najwyższym życiem, samym źródłem życia.
Kto się trudni filozofią, a „do wyższego życia się nie unosi”, tylko ją małpuje.

## Twórczość
- Józef Gołuchowski: Dumania nad najwyższymi zagadnieniami człowieka. Wilno: wyd. Józef Zawadzki, 1861, s. 483.